# 阿加西·汗贾恩
阿加西·格沃恩迪·汗贾恩（亚美尼亚语：Աղասի Ղևոնդի Խանջյան；俄语：Агаси Гевондович Ханджян；罗马化：Agasi Gevondovich Khandzhyan；1901年1月30日——1936年7月9日），亚美尼亚社会主义政治家，曾任亚美尼亚共产党总书记。他是亚美尼亚苏维埃化后，为数不多的极富个人魅力，受到亚美尼亚百姓欢迎的政治领袖。1936年7月9日，他在办公室内被拉夫连季·贝利亚派人暗杀，成为大清洗最早的牺牲者之一。

## 生平

### 早年生涯
1901年1月30日，汗贾恩生于奥斯曼帝国凡城，出身于教师家庭。他最开始在凡城就读于三年制教会学校，后来升入凡城中央亚美尼亚初级中学。1915年亚美尼亚大屠杀爆发后，他的两名祖父遇害，幸存的家人们带着他逃出了凡城，前往俄属亚美尼亚，与许多难民一同在埃奇米阿津主教座堂避难。随家人到达俄国后他继续就读于格沃尔格神学院。虽然学生生涯大多是在东正教学校度过，但同很多俄国年轻人一样（比如同样在宗教学校就读的斯大林），汗贾恩对马克思主义产生了浓厚兴趣。1917年到1919年，他成为了亚美尼亚的马克思主义学生联盟“斯巴达克”的组织者之一，后来他担任亚美尼亚布尔什维克地下委员会的书记。
1919年8月，亚美尼亚第一共和国政府第一次逮捕了汗贾恩。不过，在狱中的汗贾恩仍在同年9月缺席当选共青团外高加索委员会成员。翌年1月，达什纳克政府释放了汗贾恩。但在失败的五月起义后，达什纳克收紧了对国内激进左翼思想的管控，汗贾恩也在1920年8月再度被捕。这次他被判处十年有期徒刑。

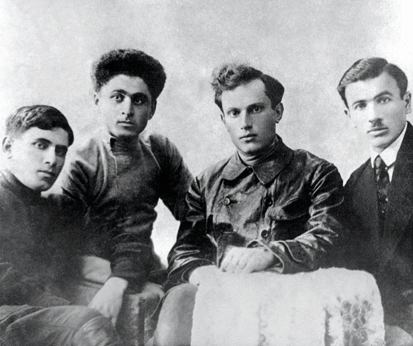
年轻的汗贾恩与其他亚美尼亚共产党成员的合照

短短四个月后，内忧外患下的亚美尼亚第一共和国被苏俄军队攻灭，汗贾恩得以重获自由。当时不到二十岁的他被选为埃里温市委书记，并短暂任职至1921年2月。接着，作为冉冉升起的政治新星，汗贾恩前往莫斯科，在斯维尔德洛夫共产主义大学深造。毕业后他在列宁格勒担任党职，在列宁格勒工作时，他公开支持斯大林对列宁格勒市委书记格里戈里·季诺维也夫的批评，亦和另一位政治明星，当时的列宁格勒州委总书记谢尔盖·基洛夫关系亲近。

### 亚美尼亚共产党党魁
1928年，在列宁格勒积累了一定工作经验的汗贾恩回归亚美尼亚。他先在亚美尼亚共产党内任职书记，随后从1929年5月开始，担任埃里温市委书记。1930年5月，他成功当选亚美尼亚共产党总书记，年仅29岁。汗贾恩的总书记职位一开始并不稳固，年轻而富有活力的他遭到了萨克·捷尔-加布里埃良为首的老一代亚美尼亚布尔什维克的反对。但依靠内部权力斗争，汗贾恩成功将反对者们边缘化，最终独揽党内大权。
首先考验汗贾恩领导能力的是在亚美尼亚推行大规模集体化。1930年代，苏联政府试图在全国推行集体农庄制度。尽管原则上，集体农庄是“一种农业生产合作社形式，由农民自愿联合而成，主要目的是在集体劳动的基础上进行联合农业生产”，但实际上，斯大林政府在各地推行的是强制集体化政策，即要求农民们“自愿”放弃土地，并强迫集体农庄共同工作。这一政策引发了各加盟共和国农民的反抗。1930年3月至4月，亚美尼亚的动乱已经吸引了联共（布）中央的注意，甚至有部分地区落入心怀不满的叛军之手。汗贾恩果断采取措施，采取更宽松的集体化政策，解散了许多强制组建的集体农庄，转而通过对私人农场课以重税，促使农民加入集体农庄。最终，亚美尼亚在没有显著抵抗的情况下完成了集体化，到1932年，已有40%农民加入了集体农庄。在集体化过程中的出色表现让汗贾恩得到了来自莫斯科的赏识，此外，因为他怀柔温和的政策与极强的个人魅力，他也得到了亚美尼亚百姓的欢迎。

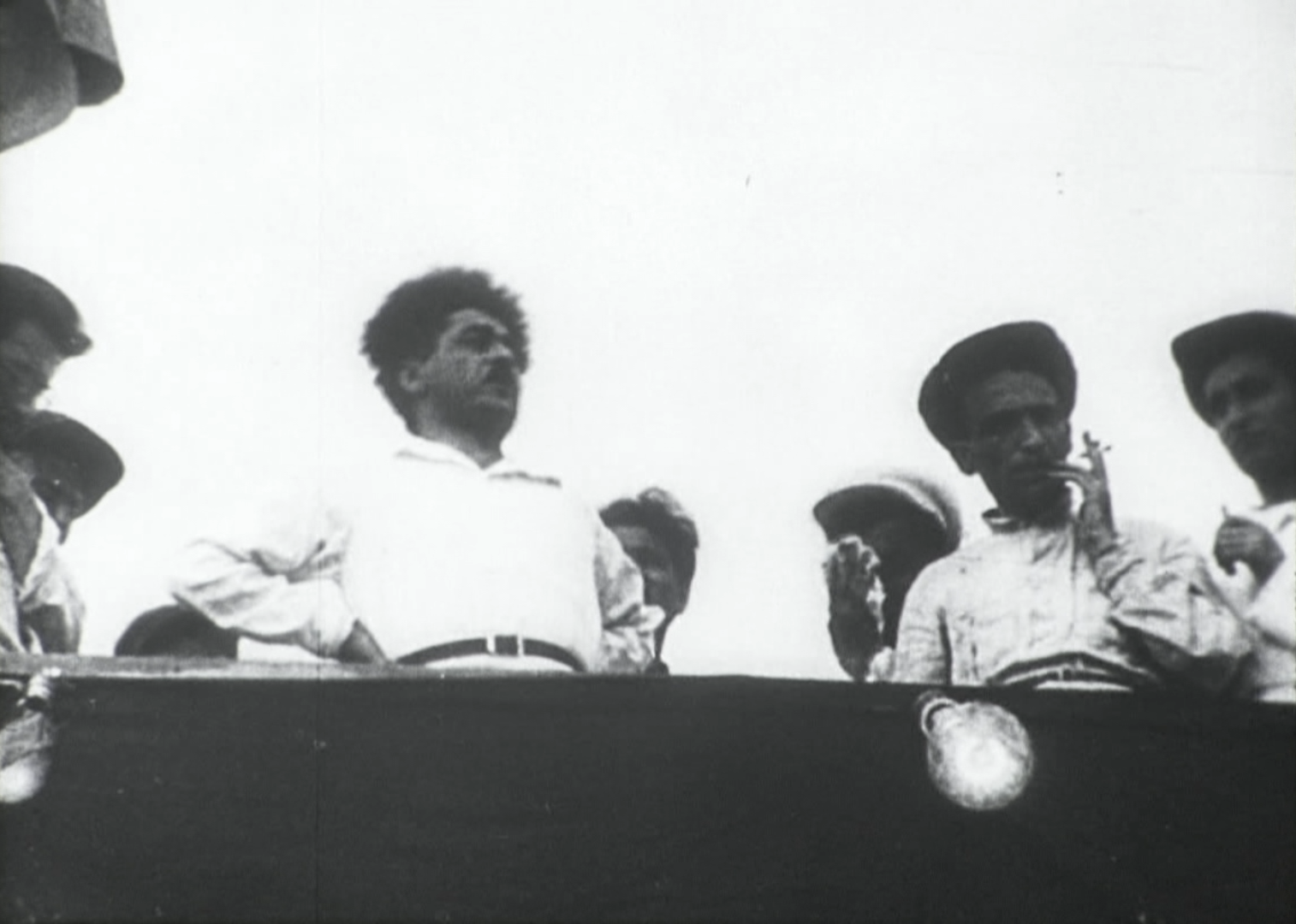
演讲中的汗贾恩

在政治立场上，汗贾恩同样是苏联政坛的另类。他被认为是“当时的环境下，一个共产党员所能容许的最具民族主义色彩的人——甚至可能更甚。”他是许多亚美尼亚知识分子的朋友和赞助人。1932年1月，他曾发表公开演讲批评“大俄罗斯沙文主义”，呼吁保护亚美尼亚传统宗教，语言，文化和历史。1935年，斯大林政府开始反对地方民族主义后，汗贾恩也开始批评亚美尼亚民族主义。不过在私下他仍和许多亚美尼亚民族主义知识分子私交甚好，如叶格依舍·恰连茨（曾为他写诗）、阿克塞尔·巴昆茨和古尔根·马哈里等人都是他的友人。此外，他认为在外高加索苏维埃社会主义联邦共和国解体后，亚美尼亚苏维埃社会主义共和国必须收回卡尔斯，纳卡地带和纳希切万，因此曾被党内同僚阿拉马伊斯·叶尔兹恩基扬致信斯大林，指责他的强烈民族主义情结。汗贾恩重视侨民的作用，一直致力于和侨民组织建立联系，并呼吁居住在世界各地的亚美尼亚人回归祖国。

### 与贝利亚的矛盾与被杀

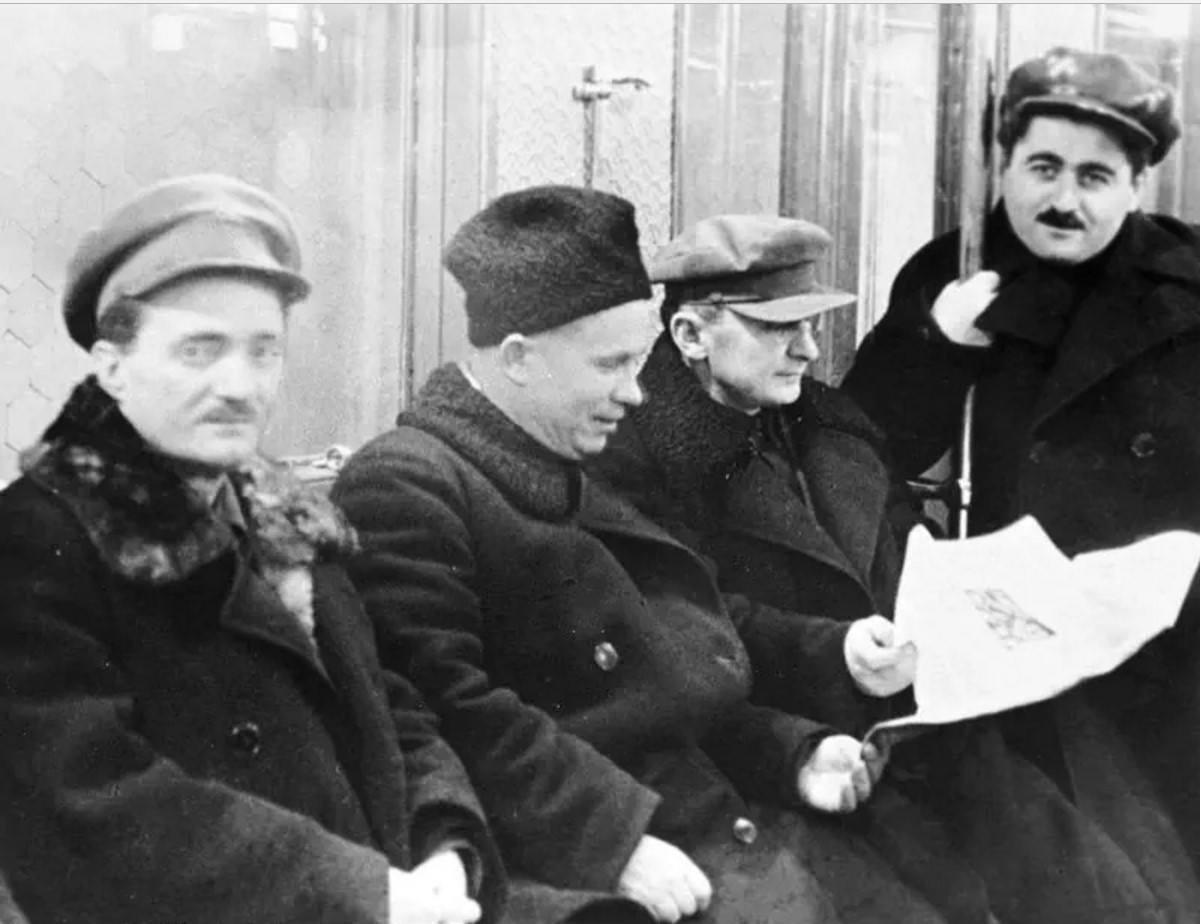
1936年，莫斯科地铁开通仪式的照片。这张照片中包含涅斯托尔·拉科巴，阿加西·汗贾恩，拉夫连季·贝利亚和尼基塔·赫鲁晓夫。同年，贝利亚谋杀了拉科巴与汗贾恩。17年后，贝利亚被尼基塔·赫鲁晓夫下令处决。

汗贾恩与格鲁吉亚苏维埃社会主义共和国的领导人，外高加索最有权势的社会主义官员拉夫连季·贝利亚素有矛盾。1930年代初期，汗贾恩就曾公开反对贝利亚被提拔为外高加索党委第二书记。与之相对，贝利亚将群众基础深厚的汗贾恩视作威胁，认为他可能在外高加索苏维埃社会主义联邦共和国解散后，阻碍他对外高加索各加盟共和国的进一步控制。而汗贾恩长期以来一直试图保护亚美尼亚文化，新宪法颁布后，他还试图在1936年苏联宪法框架下扩大亚美尼亚的自治权，这一举动进一步激怒了贝利亚。汗贾恩去世前的数月，贝利亚已经暗中替换了许多汗贾恩的政治盟友，等待时机发难。
1936年5月，苏联内务人民委员部（即NKVD）逮捕了亚美尼亚马克思列宁主义研究所所长，前亚美尼亚苏维埃社会主义共和国教育委员内尔西克·斯捷潘扬。斯捷潘扬是汗贾恩的好友，他在1934年被指控加入民族主义运动，支持托洛茨基主义时，汗贾恩曾经力保他安然无恙。此外斯捷潘扬多次公开批评贝利亚，直言不讳的称贝利亚“从未完成他许下的誓言”“这些年里，他（贝利亚）只来过一次亚美尼亚，那一次还只是为了抹黑汗贾恩”，并公开称贝利亚主持编纂的外高加索布尔什维克党派党史充满各种错误。因此，贝利亚早就对他怀恨在心。1935年，叶格依舍·恰连茨等人被检举为“斯捷潘扬集团”的成员，斯捷潘扬也在次年被指控为“反革命民族主义托洛茨基分子”被捕。1936年7月9日，贝利亚在第比利斯召开党委会议，会议矛头直指汗贾恩，贝利亚与其盟友在会上指控汗贾恩包庇反革命分子斯捷潘扬。当日下午五点半，会议结束，汗贾恩回到他在第比利斯的寓所。晚上七点到八点间，汗贾恩的警卫发现汗贾恩倒在血泊之中，头部中弹。凌晨一点半，汗贾恩被送往医院抢救，但最终宣告不治身亡。他的死亡时间被记录为1936年7月9日，去世时年仅35岁。

### 身后之事
汗贾恩的死迅速被归因为自杀。1936年7月11日，报纸《东方曙光》刊登了汗贾恩自杀身亡的消息，并称他的自杀为“懦弱的表现，尤其不配作为党的领导者”。苏联当局声称汗贾恩迟迟未能发现身边的民族主义，托洛茨基主义叛徒，缺乏警惕并犯下了严重错误，最终由于“由于找不到用布尔什维克方式纠正错误的勇气而自杀”。7月20日，终于扫清了所有障碍的贝利亚发布文章，指控汗贾恩“庇护亚美尼亚知识分子中最疯狂的民族主义分子”，并“纵容斯捷潘扬的恐怖主义集团”。作为亚美尼亚共产党的总书记，汗贾恩并没有得到相应的丧葬待遇，而是被秘密安葬于埃里温，没有举行公开仪式。苏联最重要的亚美尼亚政治家之一阿纳斯塔斯·米高扬也支持汗贾恩自杀论。
在汗贾恩死后，贝利亚迅速扶持他的亲信阿马图尼·瓦尔达佩强接任亚美尼亚共产党总书记一职，哈奇克·穆赫杜希成为新任亚美尼亚NKVD首脑。瓦尔达佩强和他背后的贝利亚迅速将大清洗的烈火燃向了失去庇护的亚美尼亚知识分子，至1937年6月，亚美尼亚有1365名“危险分子”被逮捕，一整代亚美尼亚知识分子与汗贾恩一并被打成了“人民的敌人”。
汗贾恩的挚友，著名诗人叶格依舍·恰连茨在汗贾恩死后着手创作了哀悼友人的《纳伊里的太子：献给阿加西·汗贾恩的七首十四行诗》。他很快也被打成托派分子，在1937年遭枪决。与他一同被枪决的还有阿克塞尔·巴昆茨等人，他们都是汗贾恩的朋友和政治支持者。贝利亚在外高加索的政治霸权无人再可动摇。贝利亚在之后的二十年里一路平步青云，深受斯大林赏识，最终却也在斯大林去世后遭尼基塔·赫鲁晓夫政变，在1953年6月26日的部长会议主席团和中央委员会主席团联席会议中被逮捕，1953年12月23日在卢比扬卡大楼被处决。
贝利亚死后，赫鲁晓夫开始为昔日大清洗的部分受害者平反。1954年3月11日，阿纳斯塔斯·米高扬在埃里温的一次演讲中呼吁为恰连茨平反，开启了亚美尼亚“解冻”时代的第一步，苏联官方也开始重新调查汗贾恩自杀案。1956年，汗贾恩被正式平反，苏联政府官方声明称汗贾恩是在办公室被贝利亚枪杀而死。1961年，克格勃首脑亚历山大·谢列平在苏共中央第二十二次代表大会上，公开提及了这一结论。然而直至今日，汗贾恩的死因仍有争议。考虑到苏联官方对贝利亚的负面宣传，有历史学家认为贝利亚不可能在莫斯科党中央监察委员会成员就在汗贾恩办公室隔壁的情况下，冒着风险枪杀汗贾恩，并认为汗贾恩是因不堪贝利亚及其属下的骚扰，诋毁和即将到来的逮捕，选择了自尽。

## 后世评价与纪念

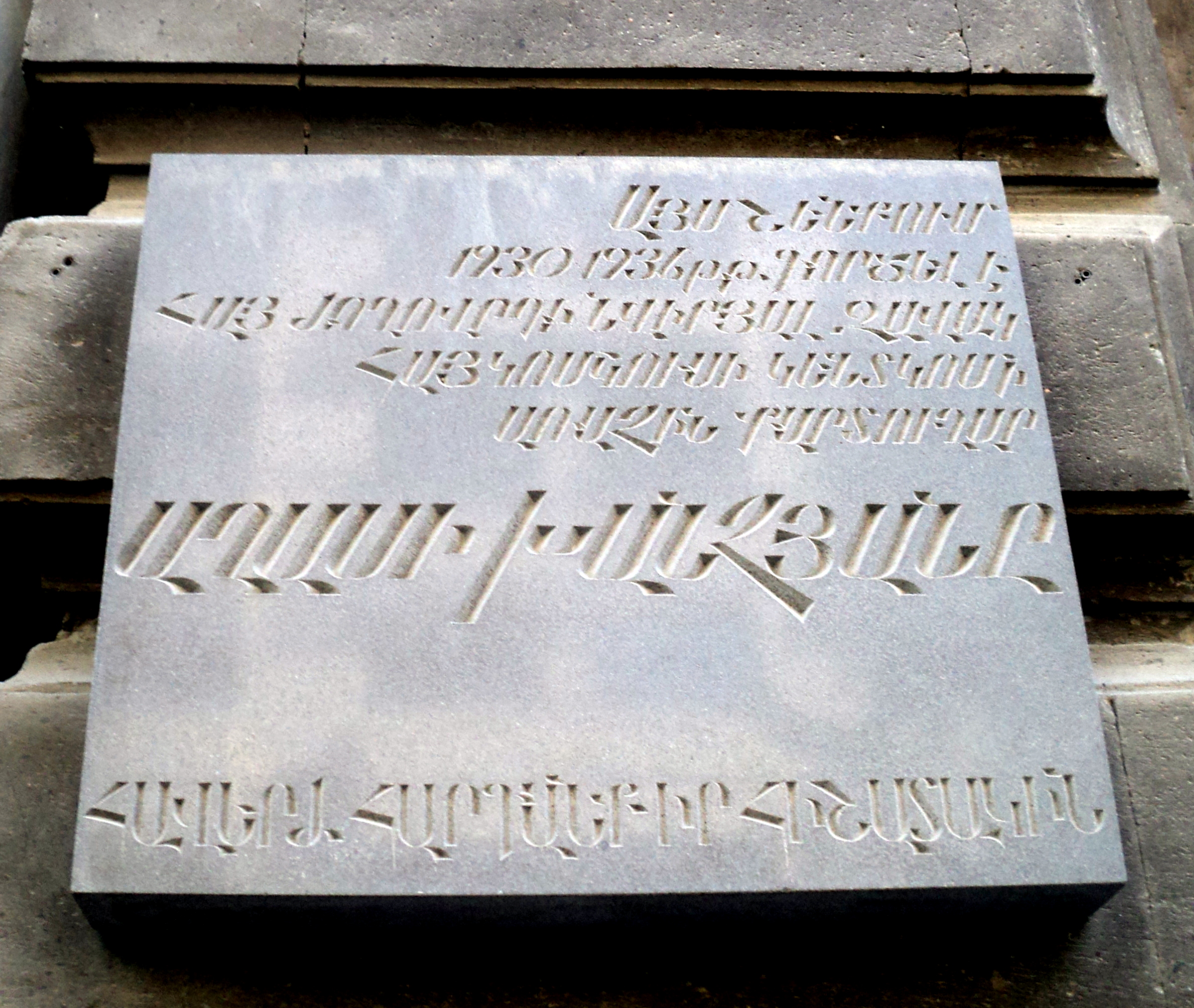
埃里温的一块阿加西·汗贾恩纪念碑

汗贾恩之死在亚美尼亚知识分子间引起了广泛的哀悼。7月11日，汗贾恩的遗体被火车运抵埃里温。聚集的人群徒步将灵柩抬往汗贾恩的私人住宅，该住宅位于赫拉兹丹河左岸。每五分钟，抬棺人就会更换一次，其中包括许多知识分子和政治人物。

亚美尼亚民族英雄，反布尔什维克的二月起义领袖加列金·恩日杰认为汗贾恩在任职亚美尼亚共产党总书记的过程中，完成了从民族叛徒到英雄的转变。他在汗贾恩离世后，曾这样评价汗贾恩和以他为代表的部分大清洗受害者：
“是的，他们都应该回来，只要他们在种族和人性上还没有彻底灭亡。所有背叛者与迷途之人都应该归来，只要他们的灵魂和血肉仍属于我们的民族。他们应当回归属于他们那公正而宽宏的民族历史，那历史会同样爱着悔过的背叛者，如同爱烈士、英雄和圣人一般。他们都应该回来——亚美尼亚的历史在等待他们的归来。汗贾恩的鲜血就是这一召唤的见证。”
时至今日，亚美尼亚仍认可汗贾恩为保护亚美尼亚民族遗产的贡献。在埃里温，有一条街道和一所中学以他的名字为名。